# Wielje (obwód kurski)
Wielje (ros. Велье) – osiedle typu wiejskiego w zachodniej Rosji, w sielsowiecie iwanowskim rejonu rylskiego w obwodzie kurskim.

## Geografia
Miejscowość położona jest 5 km od centrum administracyjnego sielsowietu iwanowskiego (Iwanowskoje), 19,5 km od centrum administracyjnego rejonu (Rylsk), 88 km od Kurska.

## Demografia
W 2010 r. miejscowość zamieszkiwało 11 osób.